# Санин (кишлак)
Санин  или Кандхан (дари کندخان) — кишлак на северо-востоке Афганистана, в вилаяте (провинции) Бадахшан. Входит в состав района Вахан.

## Географическое положение
Санин расположен на северо-востоке Бадахшана, в высокогорной местности, на левом берегу реки Вахандарьи, вблизи впадения в неё малой реки Кандхан, на расстоянии приблизительно 222 километров к востоку от города Файзабада, административного центра вилаята. Абсолютная высота — 3234 метра над уровнем моря. Ближайшие населённые пункты — кишлак Шамса (выше по течению Вахандарьи), кишлак Харач (ниже по течению Вахандарьи).

## Население
На 2003 год население составляло 96 человек (58 мужчин и 38 женщин). Дети в возрасте до 15 лет составляли 48 % от общего количества жителей кишлака. В национальном составе преобладают ваханцы.